# Jean-François Borson
Jean-François Borson, né le 9 août 1825 et mort le 16 décembre 1917 à Chambéry, est un militaire et homme politique savoyard et sarde, puis français.

## Biographie

### Origines
Jean-François, dit Francis, naît le 9 août 1825 à Chambéry, dans l'immeuble familial, situé au no 20 de la rue Croix-d'Or,, dans le duché de Savoie. Il est le fils de Jean-Louis Borson, médecin à l'Hôtel-Dieu de Chambéry, et d'Anne Marguerite Chauvet,.
La famille Borson est fixée « à Saint-Pierre-d'Albigny vers la fin du XVIIIe siècle ».
Sa mère est, par ailleurs, une parente du général-comte de Boigne,.
Durant l'occupation du duché de Savoie par l'armée française, un parent sert dans l'armée napoléonienne.

### Formation
Jean-François Borson fait ses études secondaires à Carouge (province de Carouge), au collège Champel. Il maîtrise notamment plusieurs langues. Il est envoyé à l'âge de 15 ans à Paris à l'École Rollin. Sur demande de l'ambassadeur de Sardaigne, il est admis, après examen, à l'École polytechnique de Paris,, en qualité d'auditeur étranger.
Il obtient un second prix de mathématiques au concours général en 1842, puis il obtient une licence es-sciences deux ans plus tard.

### Carrière militaire et politique sarde
De retour à Turin, capitale au royaume de Sardaigne, il entame une carrière militaire. Admissible sans examens, il intègre le corps de l'armée sarde avec le grade de sous-lieutenant, le 11 janvier 1845. Il intègre l'État-Major avec le grade de lieutenant,.
Il participe à la campagne contre l'Autriche entre 1848 et 1849. À la suite de la bataille de Goito (mai 1848), il est décoré de la médaille « À  la valeur militaire ». Fait capitaine le 14 octobre 1848, il participe, aux côtés du lieutenant-général Castelborgo, à la bataille de Novare, en 1849, en tant que chef d'état-major de la 1re division.
En novembre 1857, le capitaine Borson s'engage en politique. Il est élu député de la Savoie à la Chambre des députés du Parlement du royaume de Sardaigne, à Turin, représentant le collège de Saint-Pierre-d'Albigny,. Au cours de l'année 1858, il est secrétaire de la Chambre.
Le 28 janvier 1859, il est nommé major,, ayant obtenu son 4e galon. Il est fait, par ailleurs, chevalier de l'ordre des Saints-Maurice-et-Lazare. En vertu de l'article 103 de la loi électorale, cette promotion l'oblige à démissionner de son mandat politique. Il se représente, lors de la nouvelle élection, affrontant notamment l'ingénieur Germain Sommeiller, et remporte à nouveau le siège.
Lors de la campagne de 1859, il est nommé à la tête de l'État-Majot de la 1re Division. Il participe également à la Bataille de Solférino, en 1859.

### Choix de nationalité
Dans le contexte d'une intrégation de la Savoie à la France, il hésite quant à la suite de sa carrière. D'une part, il soupçonne l'armée sarde de faire
pression sur les officiers savoyards pour qu'ils restent au service du roi, d'autre part, un proche lui conseille rester au service du Piémont.
Lors de sa demande de nationalité du 21 juin 1860, il émet le souhait de poursuivre sa carrière dans l'armée sarde. Ce vœu lui est refusé et il débutte une nouvelle carrière d'officier d'État-Major au sein de l'armée impériale française.

### Carrière militaire française
Lieutenant-colonel de l'armée sarde, il fait partie de ceux, qui finalement feront le choix de la France, à la suite de l'annexion de la Savoie à la France en juin 1860,. Ce choix lui vaudra d'être alité quelques semaines, « victime d’une fièvre cérébrale ».
L'empereur Napoléon III lui remet la Légion d'honneur lors de sa 1re visite de la Savoie à la suite de l'annexion, le 5 mai 1860.
Il intègre le service géographique de l'armée et il devient responsable entre 1860 et 1861 de l'établissement de la carte d'état-major au 1/80 000e pour les départements savoyards, nouvellement intégrés à la France. Il est chef de la 31e division d'infanterie, le 28 octobre 1885. Il est l'un des trois seuls militaires de carrière à avoir fait le choix de la France et avoir terminé sa carrière comme général de division avec Charles Goybet et Auguste de Ville.
En 1867, il devient le chef des services de la cartographie.
En 1893, revenant à la vie politique locale, il organise avec François Descostes la droite républicaine en Savoie.
À la suite de sa retraite, il entame des travaux sur l'histoire militaire en Savoie. Membre de l'Académie de Savoie, il en devient président de 1895 à 1900.
En septembre 1917, Henry Bordeaux le rencontre trois mois avant sa mort et le décrit comme courtois, lucide, érudit, religieux, modeste et presque saint.
Jean-François Borson meurt le 16 décembre 1917, à Chambéry, au no 19 de la rue Sommeiller.

## Décorations
- Grand officier de la Légion d'honneur
- Médaille commémorative de la campagne d'Italie (1859)
- Chevalier de l'ordre des Saints-Maurice-et-Lazare (Italie)
- Médaille de la valeur militaire (Italie)
- Chevalier de l'Ordre de l'Épée (suède)

## Hommage
Le général Paul-Émile Bordeaux (1866-1951) réalise son éloge devant l'Académie florimontane, en 1919.
La Ville de Chambéry donne son nom à une rue, située dans le quartier de Bissy.

## Publications
- Étude sur la frontière du sud-est depuis l'annexion à la France de la Savoie et du comté de Nice, Revue militaire française, Librairie-Éditeur de l'Empereur, J. Dumaine, mars 1870 (Extrait de la conférence au Ministère de la Guerre de 1869).
- La Nation gauloise et Vercingétorix, Librairie Ferdinand Thibaud, 1880, 58 pages. (Extrait de la conférence du 17 août de Clermont-Ferrand).
- Ferdinand de Regard de Vars, capitaine au régiment d'Aoste-Cavalerie (1808-1849), Imprimerie Savoisienne, Chambéry, 1892, 67 p. (Extrait du discours de réception à l'Académie de Savoie, prononcé le 5 mai 1892).
- Le général Ménabréa, marquis de Val-Dora, Revue Savoisienne, 1898.
- Précis des opérations militaires de l'armée sarde dans la campagne de 1859 en Lombardie, rédigé au quartier général de l'armée, précédé d'un aperçu sur les origines de la guerre et suivi de quelques souvenirs personnels, Éditions Abry, Paris, 1902, 82 pages.
- « Inauguration du monument de Maistre à Chambéry, le 20 août 1899 ». Discours prononcés par MM le général Borson, Jules Challier et le marquis Costa de Beauregard, Revue Savoisienne, 1902.
- Une carabine d'un armurier d'Annecy de la fin du XVIIe siècle, Revue Savoisienne, 1912.
- « Préface » du livre les Généraux savoyards d'Alfred Anthonioz, Édition Atar, Genève, 1912.
- « Préface » du livre L'épopée des Alpes : Épisodes de l'histoire militaire des Alpes en particulier des Alpes françaises du commandant Joseph Perreau, Éditions Berger-Levrault, 1912.
- « Les cahiers de notes du général Borson », Revue Savoisienne, 1917-1918.